# FC Tevragh-Zeina
Football Club Tevragh-Zeïna w skrócie FC Tevragh-Zeina (ar. نادي تفرغ زينة لكرة القدم) – mauretański klub piłkarski grający w mauretańskiej pierwszej lidze, mający siedzibę w mieście Nawakszut, w jego dzielnicy Tevragh-Zeina.

## Sukcesy
- Première Division[1]:
  - mistrzostwo (3): 2012, 2015, 2016

- Puchar Mauretanii[2]:
  - zwycięstwo (5): 2010, 2011, 2012, 2016, 2020
  - finał (1): 2009

- Superpuchar Mauretanii[2]:
  - zwycięstwo (3): 2010, 2015, 2016

## Występy w afrykańskich pucharach
| Sezon     | Rozgrywki           | Runda   | Kraj     | Klub                | Dom | Wyjazd | Dwumecz |
| --------- | ------------------- | ------- | -------- | ------------------- | --- | ------ | ------- |
| 2011      | Puchar Konfederacji | wstępna | Mali     | AS Real Bamako      | 0–0 | 1–0    | 1–0     |
| 2011      | Puchar Konfederacji | 1       | Algieria | JS Kabylie          | 1–2 | 0–1    | 1–3     |
| 2020/2021 | Puchar Konfederacji | wstępna | Gwinea   | AS Kaloum Star      | 1–0 | 1–1    | 2–1     |
| 2020/2021 | Puchar Konfederacji | 1       | Maroko   | Renaissance Berkane | 0–0 | 0–2    | 0–2     |

## Stadion
Domowe mecze klub rozgrywa na stadionie o nazwie Stadion Olimpijski w Nawakszucie, który może pomieścić 40 000 widzów.

## Reprezentanci kraju grający w klubie od 2009 roku
Stan na styczeń 2023.
| - Nouh Mohamed Abed - Mohamed Yacoub Bâ - Moustapha Badiane - Sidi Mohamed Bilal - Mohamed Salahdine Boubacar - Lemine Balla Cherif - Bocar Coulibaly - Mohamed Dellahi Yali - Taghiyoullah Denna - Brahim Souleimane Diallo - Yelli Diarra - El Moustapha Diaw - Namori Diaw - Babacar Dieng - Nouh Mohamed El-Abd - Lemrabott El Hacen - Abdoulaye Silèye Gaye - Boubacar Jiddou - Mouhamed Khay Lejouade - Oumar Ly - Sidi Cheikh Maatala | - Bodda Mouhsine - Bakary N’Diaye - Alioune Ndiaye - Hamady Ndiaye - El Moctar Salem - Amar Djiby Samb - Moussa Samba - Brahim Boubacar Sidina - Mouhamed Soueid - Abdallahi Sy - Abderrahmane Sy - Ibra Mamadou Sy - El Hadj Moctar Tall - Sidi Touda - Cheikhou Sallé Traoré - Demba Traoré - Elmamy Traoré - Karamogho Moussa Traoré - Ely Cheikh Voulany - Moussa Sissoko |